# تولجا تيكينالب
تولجا تيكينالب  (بالتركية: Tolga Tekinalp)‏ مواليد 28 ديسمبر 1974، هو لاعب كرة سلة تركي سابق بدأ مسيرته الاحترافية في سنة 1990. اعتزل اللعب في 2013.

## روابط خارجية
- تولجا تيكينالب على موقع الاتحاد الدولي لكرة السلة (الإنجليزية)
- تولجا تيكينالب على موقع الدوري الأوروبي لكرة السلة (الإنجليزية)
- تولجا تيكينالب على موقع كرة السلة الأوروبية.كوم (الإنجليزية)
- تولجا تيكينالب على موقع ريلجم (الإنجليزية)
- تولجا تيكينالب على موقع بروبوليرز (الإنجليزية)
- تولجا تيكينالب على موقع سبورتس رفرنس (الإنجليزية)